# 陈炽
陈炽（1855年—1900年6月9日），字克昌，号次亮，又号瑶林馆主。江西瑞金瑞林乡塘横背人。清末官员，经济学家。

## 生平
陈炽12岁中秀才，19岁拔贡为一等四名，钦点七品京官。光绪八年（1882年）中举人，任职户部，后考军机章京被录取，此后在户部、刑部、军机处任职。光绪十七年（1891年），参与了郑观应《盛世危言》的审定工作，并为其写序。光绪十九年（1893年），著《庸书》，讨论日本明治维新，鼓励繁荣商业。陈参与维新派的活动，是强学会的骨干。1896年，陈炽读英国亚当斯密的《国富策》后，著《续国富策》，阐述其对振兴国家经济的思想方略。该书分农工、矿书、工书、商书4卷60篇，反响极大。
1900年6月9日，在京赣宁会馆逝世，享年46岁，后葬于江西祖居。